# Hirschegg
Hirschegg est une ancienne commune autrichienne du district de Voitsberg en Styrie.

## Personnalités

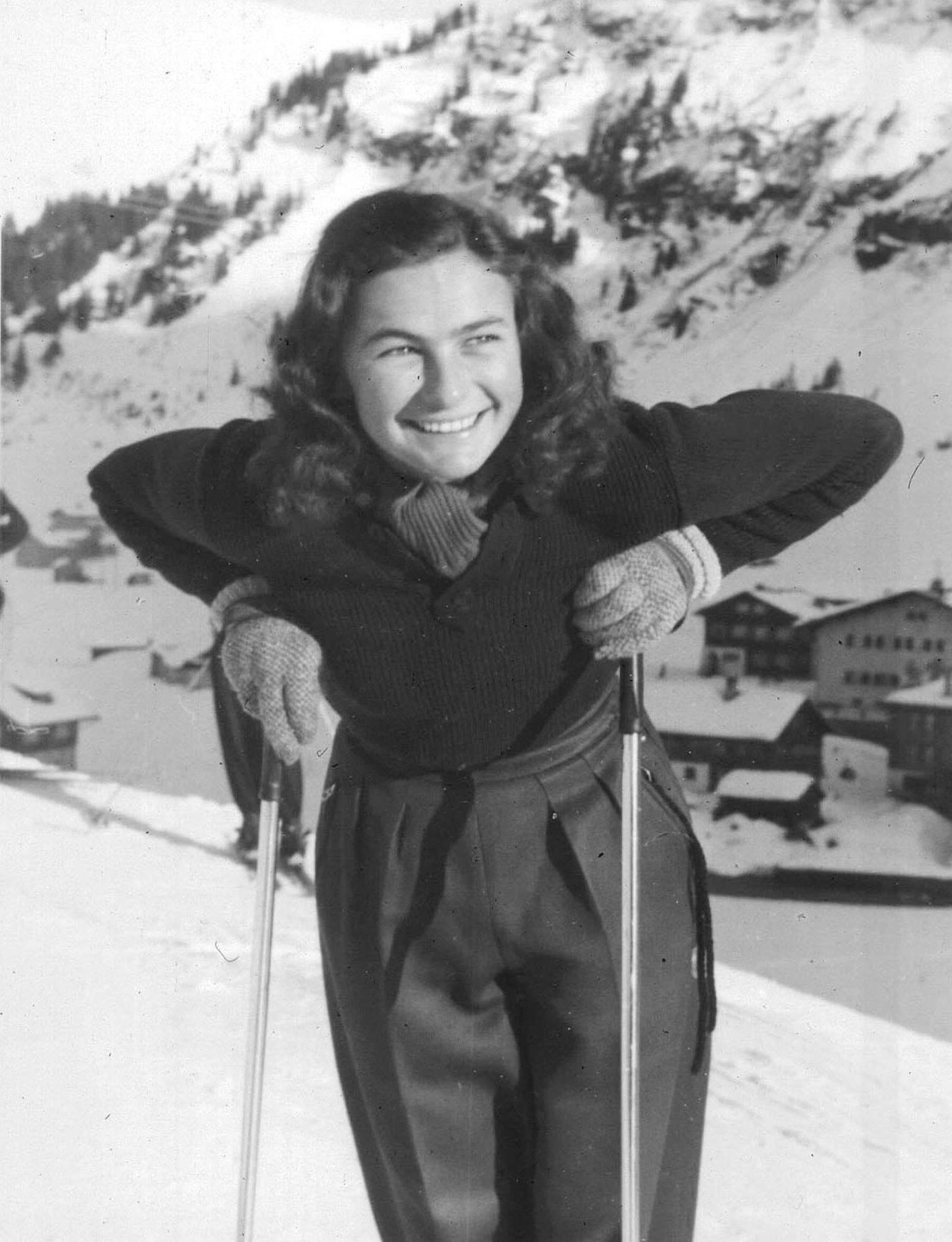
Resi Hammerer, née à Hirschegg.

- Resi Hammerer
- Werner Schuster